# Férfi strandröplabdatorna a 2024. évi nyári olimpiai játékokon
A 2024. évi nyári olimpiai játékokon a férfi strandröplabdatornát július 27. és augusztus 10. között rendezték. A tornán 24 páros vett részt. A mérkőzéseket az Eiffel-torony közelében, mobillelátókkal ellátott stadionban rendezték a Champ-de-Marson. A tornát a svéd David Åhman, Jonatan Hellvigpáros nyerte.

## Selejtezők
| A kvalifikáció módja                       | Dátum               | Rendező  | Kvóta | Nemzet           |
| ------------------------------------------ | ------------------- | -------- | ----- | ---------------- |
| Rendező                                    | –                   | –        | 1     | Franciaország    |
| 2023-as FIVB strandröplabda-világbajnokság | 2023. október 6–15. | Tlaxcala | 1     | Csehország       |
| FIVB strandröplabda olimpiai ranglista     | 2024. június 9.     | –        | 17    | Svédország       |
| FIVB strandröplabda olimpiai ranglista     | 2024. június 9.     | –        | 17    | Norvégia         |
| FIVB strandröplabda olimpiai ranglista     | 2024. június 9.     | –        | 17    | Németország      |
| FIVB strandröplabda olimpiai ranglista     | 2024. június 9.     | –        | 17    | Brazília         |
| FIVB strandröplabda olimpiai ranglista     | 2024. június 9.     | –        | 17    | Egyesült Államok |
| FIVB strandröplabda olimpiai ranglista     | 2024. június 9.     | –        | 17    | Hollandia        |
| FIVB strandröplabda olimpiai ranglista     | 2024. június 9.     | –        | 17    | Brazília         |
| FIVB strandröplabda olimpiai ranglista     | 2024. június 9.     | –        | 17    | Olaszország      |
| FIVB strandröplabda olimpiai ranglista     | 2024. június 9.     | –        | 17    | Lengyelország    |
| FIVB strandröplabda olimpiai ranglista     | 2024. június 9.     | –        | 17    | Hollandia        |
| FIVB strandröplabda olimpiai ranglista     | 2024. június 9.     | –        | 17    | Katar            |
| FIVB strandröplabda olimpiai ranglista     | 2024. június 9.     | –        | 17    | Egyesült Államok |
| FIVB strandröplabda olimpiai ranglista     | 2024. június 9.     | –        | 17    | Spanyolország    |
| FIVB strandröplabda olimpiai ranglista     | 2024. június 9.     | –        | 17    | Olaszország      |
| FIVB strandröplabda olimpiai ranglista     | 2024. június 9.     | –        | 17    | Ausztrália       |
| FIVB strandröplabda olimpiai ranglista     | 2024. június 9.     | –        | 17    | Kuba             |
| FIVB strandröplabda olimpiai ranglista     | 2024. június 9.     | –        | 17    | Ausztria         |
| 2023–2024-es CEV Kontinentális Kupa        | 2024. június 13–16. | Jūrmala  | 1     | Franciaország    |
| 2023–2024-es CAVB Kontinentális Kupa       | 2024. június 20–23. | Martil   | 1     | Marokkó          |
| 2023–2024-es AVC Kontinentális Kupa        | 2024. június 21–23. | Ningpo   | 1     | Ausztrália       |
| 2023–2024-es CSV Kontinentális Kupa        | 2024. június 21–23. | Iquique  | 1     | Chile            |
| 2023–2024-es NORCECA Kontinentális Kupa    | 2024. június 21–23. | Tlaxcala | 1     | Kanada           |
| Összesen                                   | Összesen            | Összesen | 24    |                  |

## Naptár
A torna menetrendje az alábbi:
| Cs | Csoportkör | R | Rájátszás | NyD | Nyolcaddöntők | ND | Negyeddöntők | ED | Elődöntők | B | Bronzmérkőzés | D | Döntő |

| júl. 27. | júl. 28. | júl. 29. | júl. 30. | júl. 31. | aug. 1. | aug. 2. | aug. 3. | aug. 3. | aug. 4. | aug. 5. | aug. 6. | aug. 7. | aug. 8. | aug. 9. | aug. 10. | aug. 10. |
| -------- | -------- | -------- | -------- | -------- | ------- | ------- | ------- | ------- | ------- | ------- | ------- | ------- | ------- | ------- | -------- | -------- |
| Cs       | Cs       | Cs       | Cs       | Cs       | Cs      | Cs      | Cs      | R       | NyD     | NyD     | ND      | ND      | ED      |         | B        | D        |

## Sorsolás
A csoportkör sorsolását 2024. június 28-án tartották.
| A csoport                    | B csoport                     | C csoport                |
| ---------------------------- | ----------------------------- | ------------------------ |
| Åhman – Hellvig (SWE)        | Mol A. – Sørum C. (NOR)       | Ehlers – Wickler (GER)   |
| Cottafava – Nicolai (ITA)    | van de Velde – Immers (NED)   | Bryl – Łosiak (POL)      |
| Cherif – Ahmed (QAT)         | Ranghieri – Carambula (ITA)   | Hodges – Schubert (AUS)  |
| Nicolaidis – Carracher (AUS) | Grimalt M. – Grimalt E. (CHI) | Bassereau – Lyneel (FRA) |

| D csoport               | E csoport                 | F csoport                 |
| ----------------------- | ------------------------- | ------------------------- |
| George – André (BRA)    | Perušič – Schweiner (CZE) | Krou – Gauthier-Rat (FRA) |
| Partain – Benesh (USA)  | Evandro – Arthur (BRA)    | Boermans – de Groot (NED) |
| Díaz – Alayo (CUB)      | Hörl – Horst (AUT)        | Herrera – Gavira (ESP)    |
| Abicha – Elgraoui (MAR) | Schachter – Dearing (CAN) | Evans – Budinger (USA)    |

## Játékvezetők
Az alábbi játékvezetőket választották ki a tornára:
- Osvaldo Sumavil
- Giseli Amantino
- Brian Hiebert
- Vang Licün
- Juan Carlos Saavedra
- Sylvain Druart
- Haralámposz Papadogúlasz
- Davide Crescentini
- Szatomi Mariko
- Agnieszka Myszkowska
- Rui Carvalho
- Jean Mukundiyukuri
- Robert Leko
- Giovanni Bake
- José María Padrón
- Brigham Beatie

## Csoportkör

### A csoport
| Hely. | Csapat                       | M | Gy | V | Pont | Sz+ | Sz– | SzA   | P+  | P–  | PA    | Továbbjutás        |
| ----- | ---------------------------- | - | -- | - | ---- | --- | --- | ----- | --- | --- | ----- | ------------------ |
| 1.    | Cherif – Ahmed (QAT)         | 3 | 3  | 0 | 6    | 6   | 1   | 6,000 | 140 | 127 | 1,102 | Nyolcaddöntő       |
| 2.    | Cottafava – Nicolai (ITA)    | 3 | 2  | 1 | 5    | 4   | 2   | 2,000 | 124 | 118 | 1,051 | Nyolcaddöntő       |
| 3.    | Åhman – Hellvig (SWE)        | 3 | 1  | 2 | 4    | 3   | 4   | 0,750 | 139 | 144 | 0,965 | Harmadik helyezett |
| 4.    | Nicolaidis – Carracher (AUS) | 3 | 0  | 3 | 3    | 0   | 6   | 0,000 | 102 | 126 | 0,810 |                    |

| 2024. július 27. 15:00 | Åhman – Hellvig (SWE)      | 2–0 | Nicolaidis – Carracher (AUS) | Eiffel-torony stadion, Párizs Nézőszám: 10 516 Játékvezető: Brian Hiebert (CAN), Robert Leko (SRB) |
| 2024. július 27. 15:00 | (21–14, 21–19) Jegyzőkönyv |     |                              | Eiffel-torony stadion, Párizs Nézőszám: 10 516 Játékvezető: Brian Hiebert (CAN), Robert Leko (SRB) |

| 2024. július 27. 23:00 | Cottafava – Nicolai (ITA)  | 0–2 | Cherif – Ahmed (QAT) | Eiffel-torony stadion, Párizs Nézőszám: 10 314 Játékvezető: Brigham Beatie (USA), Wang Lijun (CHN) |
| 2024. július 27. 23:00 | (19–21, 18–21) Jegyzőkönyv |     |                      | Eiffel-torony stadion, Párizs Nézőszám: 10 314 Játékvezető: Brigham Beatie (USA), Wang Lijun (CHN) |

| 2024. július 29. 9:00 | Cottafava – Nicolai (ITA)  | 2–0 | Nicolaidis – Carracher (AUS) | Eiffel-torony stadion, Párizs Nézőszám: 8651 Játékvezető: José Padron (ESP), Jean Mukundiyukuri (RWA) |
| 2024. július 29. 9:00 | (21–19, 21–18) Jegyzőkönyv |     |                              | Eiffel-torony stadion, Párizs Nézőszám: 8651 Játékvezető: José Padron (ESP), Jean Mukundiyukuri (RWA) |

| 2024. július 29. 20:00 | Åhman – Hellvig (SWE)             | 1–2 | Cherif – Ahmed (QAT) | Eiffel-torony stadion, Párizs Nézőszám: 10 023 Játékvezető: Osvaldo Sumavil (ARG), Wang Lijun (CHN) |
| 2024. július 29. 20:00 | (21–15, 19–21, 18–20) Jegyzőkönyv |     |                      | Eiffel-torony stadion, Párizs Nézőszám: 10 023 Játékvezető: Osvaldo Sumavil (ARG), Wang Lijun (CHN) |

| 2024. augusztus 1. 10:00 | Cherif – Ahmed (QAT)       | 2–0 | Nicolaidis – Carracher (AUS) | Eiffel-torony stadion, Párizs Nézőszám: 9949 Játékvezető: Rui Carvalho (POR), Davide Crescentini (ITA) |
| 2024. augusztus 1. 10:00 | (21–14, 21–18) Jegyzőkönyv |     |                              | Eiffel-torony stadion, Párizs Nézőszám: 9949 Játékvezető: Rui Carvalho (POR), Davide Crescentini (ITA) |

| 2024. augusztus 1. 17:00 | Åhman – Hellvig (SWE)      | 0–2 | Cottafava – Nicolai (ITA) | Eiffel-torony stadion, Párizs Nézőszám: 10 808 Játékvezető: Brigham Beatie (USA), Juan Saavedra (COL) |
| 2024. augusztus 1. 17:00 | (22–24, 17–21) Jegyzőkönyv |     |                           | Eiffel-torony stadion, Párizs Nézőszám: 10 808 Játékvezető: Brigham Beatie (USA), Juan Saavedra (COL) |

### B csoport
| Hely. | Csapat                        | M | Gy | V | Pont | Sz+ | Sz– | SzA   | P+  | P–  | PA    | Továbbjutás        |
| ----- | ----------------------------- | - | -- | - | ---- | --- | --- | ----- | --- | --- | ----- | ------------------ |
| 1.    | Mol – Sørum (NOR)             | 3 | 3  | 0 | 6    | 6   | 0   | MAX   | 126 | 92  | 1,370 | Nyolcaddöntő       |
| 2.    | Van de Velde – Immers (NED)   | 3 | 1  | 2 | 4    | 3   | 4   | 0,750 | 131 | 133 | 0,985 | Nyolcaddöntő       |
| 3.    | M. Grimalt – E. Grimalt (CHI) | 3 | 1  | 2 | 4    | 2   | 4   | 0,500 | 109 | 120 | 0,908 | Harmadik helyezett |
| 4.    | Ranghieri – Carambula (ITA)   | 3 | 1  | 2 | 4    | 2   | 5   | 0,400 | 119 | 140 | 0,850 |                    |

1. 1 2 3  Hollandia 1,,055 pontarány, Chile 1,013, Olaszország 0,939.

| 2024. július 28. 10:00 | Van de Velde – Immers (NED)       | 1–2 | Ranghieri – Carambula (ITA) | Eiffel-torony stadion, Párizs Nézőszám: 10 149 Játékvezető: Robert Leko (SRB), Jean Mukundiyukuri (RWA) |
| 2024. július 28. 10:00 | (20–22, 21–19, 13–15) Jegyzőkönyv |     |                             | Eiffel-torony stadion, Párizs Nézőszám: 10 149 Játékvezető: Robert Leko (SRB), Jean Mukundiyukuri (RWA) |

| 2024. július 28. 21:00 | Mol – Sørum (NOR)          | 2–0 | M. Grimalt – E. Grimalt (CHI) | Eiffel-torony stadion, Párizs Nézőszám: 10 402 Játékvezető: Brigham Beatie (USA), Giseli Amantino (BRA) |
| 2024. július 28. 21:00 | (21–14, 21–16) Jegyzőkönyv |     |                               | Eiffel-torony stadion, Párizs Nézőszám: 10 402 Játékvezető: Brigham Beatie (USA), Giseli Amantino (BRA) |

| 2024. július 31. 16:00 | Van de Velde – Immers (NED) | 2–0 | M. Grimalt – E. Grimalt (CHI) | Eiffel-torony stadion, Párizs Nézőszám: 10 606 Játékvezető: Osvaldo Sumavil (ARG), Brigham Beatie (USA) |
| 2024. július 31. 16:00 | (21–19, 21–16) Jegyzőkönyv  |     |                               | Eiffel-torony stadion, Párizs Nézőszám: 10 606 Játékvezető: Osvaldo Sumavil (ARG), Brigham Beatie (USA) |

| 2024. július 31. 22:00 | Mol – Sørum (NOR) | 2–0 | Ranghieri – Carambula (ITA) | Eiffel-torony stadion, Párizs Nézőszám: 10 666 Játékvezető: Wang Lijun (CHN), Brian Hiebert (CAN) |
| 2024. július 31. 22:00 | (21–12, 21–15)    |     |                             | Eiffel-torony stadion, Párizs Nézőszám: 10 666 Játékvezető: Wang Lijun (CHN), Brian Hiebert (CAN) |

| 2024. augusztus 2. 10:00 | Ranghieri – Carambula (ITA) | 0–2 | M. Grimalt – E. Grimalt (CHI) | Eiffel-torony stadion, Párizs Nézőszám: 10 201 Játékvezető: Rui Carvalho (POR), Brian Hiebert (CAN) |
| 2024. augusztus 2. 10:00 | (15–21, 21–23) Jegyzőkönyv  |     |                               | Eiffel-torony stadion, Párizs Nézőszám: 10 201 Játékvezető: Rui Carvalho (POR), Brian Hiebert (CAN) |

| 2024. augusztus 2. 20:00 | Mol – Sørum (NOR)          | 2–0 | Van de Velde – Immers (NED) | Eiffel-torony stadion, Párizs Nézőszám: 9944 Játékvezető: Juan Saavedra (COL), Agnieszka Myszkowska (POL) |
| 2024. augusztus 2. 20:00 | (21–16, 21–19) Jegyzőkönyv |     |                             | Eiffel-torony stadion, Párizs Nézőszám: 9944 Játékvezető: Juan Saavedra (COL), Agnieszka Myszkowska (POL) |

### C csoport
| Hely. | Csapat                   | M | Gy | V | Pont | Sz+ | Sz– | SzA   | P+  | P–  | PA    | Továbbjutás        |
| ----- | ------------------------ | - | -- | - | ---- | --- | --- | ----- | --- | --- | ----- | ------------------ |
| 1.    | Ehlers – Wickler (GER)   | 3 | 3  | 0 | 6    | 6   | 1   | 6,000 | 140 | 122 | 1,148 | Nyolcaddöntő       |
| 2.    | Bryl – Łosiak (POL)      | 3 | 2  | 1 | 5    | 4   | 2   | 2,000 | 118 | 107 | 1,103 | Nyolcaddöntő       |
| 3.    | Hodges – Schubert (AUS)  | 3 | 1  | 2 | 4    | 3   | 4   | 0,750 | 131 | 134 | 0,978 | Harmadik helyezett |
| 4.    | Bassereau – Lyneel (FRA) | 3 | 0  | 3 | 3    | 0   | 6   | 0,000 | 101 | 127 | 0,795 |                    |

| 2024. július 30. 9:00 | Bryl – Łosiak (POL)        | 2–0 | Hodges – Schubert (AUS) | Eiffel-torony stadion, Párizs Nézőszám: 9591 Játékvezető: Rui Carvalho (POR), Jean Mukundiyukuri (RWA) |
| 2024. július 30. 9:00 | (21–16, 21–16) Jegyzőkönyv |     |                         | Eiffel-torony stadion, Párizs Nézőszám: 9591 Játékvezető: Rui Carvalho (POR), Jean Mukundiyukuri (RWA) |

| 2024. július 30. 10:00 | Ehlers – Wickler (GER)     | 2–0 | Bassereau – Lyneel (FRA) | Eiffel-torony stadion, Párizs Nézőszám: 10 233 Játékvezető: José Padrón (ESP), Robert Leko (SRB) |
| 2024. július 30. 10:00 | (21–15, 21–17) Jegyzőkönyv |     |                          | Eiffel-torony stadion, Párizs Nézőszám: 10 233 Játékvezető: José Padrón (ESP), Robert Leko (SRB) |

| 2024. augusztus 1. 9:00 | Ehlers – Wickler (GER)            | 2–1 | Hodges – Schubert (AUS) | Eiffel-torony stadion, Párizs Nézőszám: 7795 Játékvezető: Robert Leko (SRB), Giovanni Bake (RSA) |
| 2024. augusztus 1. 9:00 | (16–21, 21–18, 19–17) Jegyzőkönyv |     |                         | Eiffel-torony stadion, Párizs Nézőszám: 7795 Játékvezető: Robert Leko (SRB), Giovanni Bake (RSA) |

| 2024. augusztus 1. 21:00 | Bryl – Łosiak (POL)        | 2–0 | Bassereau – Lyneel (FRA) | Eiffel-torony stadion, Párizs Nézőszám: 10 099 Játékvezető: Juan Saavedra (COL), Wang Lijun (CHN) |
| 2024. augusztus 1. 21:00 | (21–15, 21–18) Jegyzőkönyv |     |                          | Eiffel-torony stadion, Párizs Nézőszám: 10 099 Játékvezető: Juan Saavedra (COL), Wang Lijun (CHN) |

| 2024. augusztus 3. 9:00 | Ehlers – Wickler (GER)     | 2–0 | Bryl – Łosiak (POL) | Eiffel-torony stadion, Párizs Nézőszám: 8849 Játékvezető: Charalampos Papadogoulas (GRE), Sylvain Druart (FRA) |
| 2024. augusztus 3. 9:00 | (21–19, 21–15) Jegyzőkönyv |     |                     | Eiffel-torony stadion, Párizs Nézőszám: 8849 Játékvezető: Charalampos Papadogoulas (GRE), Sylvain Druart (FRA) |

| 2024. augusztus 3. 10:00 | Hodges – Schubert (AUS)    | 2–0 | Bassereau – Lyneel (FRA) | Eiffel-torony stadion, Párizs Nézőszám: 10 525 Játékvezető: Rui Carvalho (POR), Brian Hiebert (CAN) |
| 2024. augusztus 3. 10:00 | (21–16, 22–20) Jegyzőkönyv |     |                          | Eiffel-torony stadion, Párizs Nézőszám: 10 525 Játékvezető: Rui Carvalho (POR), Brian Hiebert (CAN) |

### D csoport
| Hely. | Csapat                   | M | Gy | V | Pont | Sz+ | Sz– | SzA   | P+  | P–  | PA    | Továbbjutás        |
| ----- | ------------------------ | - | -- | - | ---- | --- | --- | ----- | --- | --- | ----- | ------------------ |
| 1.    | Díaz – Alayo (CUB)       | 3 | 3  | 0 | 6    | 6   | 0   | MAX   | 126 | 92  | 1,370 | Nyolcaddöntő       |
| 2.    | Partain – Benesh (USA)   | 3 | 2  | 1 | 5    | 4   | 3   | 1,333 | 135 | 126 | 1,071 | Nyolcaddöntő       |
| 3.    | George – André (BRA)     | 3 | 1  | 2 | 4    | 3   | 4   | 0,750 | 119 | 120 | 0,992 | Harmadik helyezett |
| 4.    | Abicha – El Graoui (MAR) | 3 | 0  | 3 | 3    | 0   | 6   | 0,000 | 91  | 133 | 0,684 |                    |

| 2024. július 27. 14:00 | Partain – Benesh (USA)     | 0–2 | Díaz – Alayo (CUB) | Eiffel-torony stadion, Párizs Nézőszám: 10 516 Játékvezető: Davide Crescentini (ITA), Giovanni Bake (RSA) |
| 2024. július 27. 14:00 | (18–21, 18–21) Jegyzőkönyv |     |                    | Eiffel-torony stadion, Párizs Nézőszám: 10 516 Játékvezető: Davide Crescentini (ITA), Giovanni Bake (RSA) |

| 2024. július 27. 19:00 | George – André (BRA)       | 2–0 | Abicha – El Graoui (MAR) | Eiffel-torony stadion, Párizs Nézőszám: 10 250 Játékvezető: Sylvain Druart (FRA), Charalampos Papadogoulas (GRE) |
| 2024. július 27. 19:00 | (21–18, 21–10) Jegyzőkönyv |     |                          | Eiffel-torony stadion, Párizs Nézőszám: 10 250 Játékvezető: Sylvain Druart (FRA), Charalampos Papadogoulas (GRE) |

| 2024. július 30. 12:00 | George – André (BRA)       | 0–2 | Díaz – Alayo (CUB) | Eiffel-torony stadion, Párizs Nézőszám: 10 590 Játékvezető: Charalampos Papadogoulas (GRE), Mariko Satomi (JPN) |
| 2024. július 30. 12:00 | (13–21, 18–21) Jegyzőkönyv |     |                    | Eiffel-torony stadion, Párizs Nézőszám: 10 590 Játékvezető: Charalampos Papadogoulas (GRE), Mariko Satomi (JPN) |

| 2024. július 30. 15:00 | Partain – Benesh (USA)     | 2–0 | Abicha – El Graoui (MAR) | Eiffel-torony stadion, Párizs Nézőszám: 10 226 Játékvezető: Jean Mukundiyukuri (RWA), Robert Leko (SRB) |
| 2024. július 30. 15:00 | (21–12, 28–26) Jegyzőkönyv |     |                          | Eiffel-torony stadion, Párizs Nézőszám: 10 226 Játékvezető: Jean Mukundiyukuri (RWA), Robert Leko (SRB) |

| 2024. augusztus 1. 12:00 | Díaz – Alayo (CUB)         | 2–0 | Abicha – El Graoui (MAR) | Eiffel-torony stadion, Párizs Nézőszám: 10 697 Játékvezető: Giovanni Bake (RSA), Mariko Satomi (JPN) |
| 2024. augusztus 1. 12:00 | (21–14, 21–11) Jegyzőkönyv |     |                          | Eiffel-torony stadion, Párizs Nézőszám: 10 697 Játékvezető: Giovanni Bake (RSA), Mariko Satomi (JPN) |

| 2024. augusztus 1. 15:00 | George – André (BRA)             | 1–2 | Partain – Benesh (USA) | Eiffel-torony stadion, Párizs Nézőszám: 10 107 Játékvezető: Charalampos Papadogoulas (GRE), Davide Crescentini (ITA) |
| 2024. augusztus 1. 15:00 | (17–21, 21–14, 8–15) Jegyzőkönyv |     |                        | Eiffel-torony stadion, Párizs Nézőszám: 10 107 Játékvezető: Charalampos Papadogoulas (GRE), Davide Crescentini (ITA) |

### E csoport
| Hely. | Csapat                    | M | Gy | V | Pont | Sz+ | Sz– | SzA   | P+  | P–  | PA    | Továbbjutás        |
| ----- | ------------------------- | - | -- | - | ---- | --- | --- | ----- | --- | --- | ----- | ------------------ |
| 1.    | Evandro – Arthur (BRA)    | 3 | 3  | 0 | 6    | 6   | 0   | MAX   | 126 | 100 | 1,260 | Nyolcaddöntő       |
| 2.    | Perušič – Schweiner (CZE) | 3 | 2  | 1 | 5    | 4   | 2   | 2,000 | 118 | 109 | 1,083 | Nyolcaddöntő       |
| 3.    | Schachter – Dearing (CAN) | 3 | 1  | 2 | 4    | 2   | 4   | 0,500 | 107 | 115 | 0,930 | Harmadik helyezett |
| 4.    | Hörl – Horst (AUT)        | 3 | 0  | 3 | 3    | 0   | 6   | 0,000 | 99  | 126 | 0,786 |                    |

| 2024. július 28. 17:00 | Perušič – Schweiner (CZE)  | 2–0 | Schachter – Dearing (CAN) | Eiffel-torony stadion, Párizs Nézőszám: 10 779 Játékvezető: Wang Lijun (CHN), Osvaldo Sumavil (ARG) |
| 2024. július 28. 17:00 | (21–17, 21–19) Jegyzőkönyv |     |                           | Eiffel-torony stadion, Párizs Nézőszám: 10 779 Játékvezető: Wang Lijun (CHN), Osvaldo Sumavil (ARG) |

| 2024. július 28. 20:00 | Evandro – Arthur (BRA)     | 2–0 | Hörl – Horst (AUT) | Eiffel-torony stadion, Párizs Nézőszám: 6092 Játékvezető: Brian Hiebert (CAN), Sylvain Druart (FRA) |
| 2024. július 28. 20:00 | (21–18, 21–19) Jegyzőkönyv |     |                    | Eiffel-torony stadion, Párizs Nézőszám: 6092 Játékvezető: Brian Hiebert (CAN), Sylvain Druart (FRA) |

| 2024. július 31. 09:00 | Perušič – Schweiner (CZE)  | 2–0 | Hörl – Horst (AUT) | Eiffel-torony stadion, Párizs Nézőszám: 8829 Játékvezető: Charalampos Papadogulas (GRE), José Padron (ESP) |
| 2024. július 31. 09:00 | (21–18, 21–13) Jegyzőkönyv |     |                    | Eiffel-torony stadion, Párizs Nézőszám: 8829 Játékvezető: Charalampos Papadogulas (GRE), José Padron (ESP) |

| 2024. július 31. 20:00 | Evandro – Arthur (BRA)     | 2–0 | Schachter – Dearing (CAN) | Eiffel-torony stadion, Párizs Nézőszám: 9585 Játékvezető: Juan Saavedra (COL), Sylvain Druart (FRA) |
| 2024. július 31. 20:00 | (21–13, 21–16) Jegyzőkönyv |     |                           | Eiffel-torony stadion, Párizs Nézőszám: 9585 Játékvezető: Juan Saavedra (COL), Sylvain Druart (FRA) |

| 2024. augusztus 2. 11:00 | Hörl – Horst (AUT)         | 0–2 | Schachter – Dearing (CAN) | Eiffel-torony stadion, Párizs Nézőszám: 10 640 Játékvezető: Davide Crescentini (ITA), Sylvain Druart (FRA) |
| 2024. augusztus 2. 11:00 | (16–21, 15–21) Jegyzőkönyv |     |                           | Eiffel-torony stadion, Párizs Nézőszám: 10 640 Játékvezető: Davide Crescentini (ITA), Sylvain Druart (FRA) |

| 2024. augusztus 2. 21:00 | Perušič – Schweiner (CZE)  | 0–2 | Evandro – Arthur (BRA) | Eiffel-torony stadion, Párizs Nézőszám: 10 797 Játékvezető: José Padron (ESP), Jean Mukundiyukuri (RWA) |
| 2024. augusztus 2. 21:00 | (18–21, 16–21) Jegyzőkönyv |     |                        | Eiffel-torony stadion, Párizs Nézőszám: 10 797 Játékvezető: José Padron (ESP), Jean Mukundiyukuri (RWA) |

### F csoport
| Hely. | Csapat                    | M | Gy | V | Pont | Sz+ | Sz– | SzA   | P+  | P–  | PA    | Továbbjutás        |
| ----- | ------------------------- | - | -- | - | ---- | --- | --- | ----- | --- | --- | ----- | ------------------ |
| 1.    | Boermans – De Groot (NED) | 3 | 3  | 0 | 6    | 6   | 0   | MAX   | 126 | 89  | 1,416 | Nyolcaddöntő       |
| 2.    | Herrera – Gavira (ESP)    | 3 | 2  | 1 | 5    | 4   | 3   | 1,333 | 131 | 123 | 1,065 | Nyolcaddöntő       |
| 3.    | Evans – Budinger (USA)    | 3 | 1  | 2 | 4    | 2   | 4   | 0,500 | 99  | 109 | 0,908 | Harmadik helyezett |
| 4.    | Krou – Gauthier-Rat (FRA) | 3 | 0  | 3 | 3    | 1   | 6   | 0,167 | 108 | 143 | 0,755 |                    |

| 2024. július 29. 10:00 | Boermans – De Groot (NED)  | 2–0 | Herrera – Gavira (ESP) | Eiffel-torony stadion, Párizs Nézőszám: 10 732 Játékvezető: Juan Saavedra (COL), Charalampos Papadogoulas (GRE) |
| 2024. július 29. 10:00 | (21–15, 21–15) Jegyzőkönyv |     |                        | Eiffel-torony stadion, Párizs Nézőszám: 10 732 Játékvezető: Juan Saavedra (COL), Charalampos Papadogoulas (GRE) |

| 2024. július 29. 16:00 | Krou – Gauthier-Rat (FRA)  | 0–2 | Evans – Budinger (USA) | Eiffel-torony stadion, Párizs Nézőszám: 10 820 Játékvezető: Davide Crescentini (ITA), Brian Hiebert (CAN) |
| 2024. július 29. 16:00 | (14–21, 11–21) Jegyzőkönyv |     |                        | Eiffel-torony stadion, Párizs Nézőszám: 10 820 Játékvezető: Davide Crescentini (ITA), Brian Hiebert (CAN) |

| 2024. július 30. 17:00 | Krou – Gauthier-Rat (FRA)        | 1–2 | Herrera – Gavira (ESP) | Eiffel-torony stadion, Párizs Nézőszám: 10 854 Játékvezető: Brigham Beatie (USA), Giseli Amantino (BRA) |
| 2024. július 30. 17:00 | (21–23, 23–21, 8–15) Jegyzőkönyv |     |                        | Eiffel-torony stadion, Párizs Nézőszám: 10 854 Játékvezető: Brigham Beatie (USA), Giseli Amantino (BRA) |

| 2024. július 30. 20:00 | Boermans – De Groot (NED)  | 2–0 | Evans – Budinger (USA) | Eiffel-torony stadion, Párizs Nézőszám: 10 329 Játékvezető: Brian Hiebert (CAN), Osvaldo Sumavil (ARG) |
| 2024. július 30. 20:00 | (21–13, 21–15) Jegyzőkönyv |     |                        | Eiffel-torony stadion, Párizs Nézőszám: 10 329 Játékvezető: Brian Hiebert (CAN), Osvaldo Sumavil (ARG) |

| 2024. augusztus 2. 15:00 | Herrera – Gavira (ESP)     | 2–0 | Evans – Budinger (USA) | Eiffel-torony stadion, Párizs Nézőszám: 10 073 Játékvezető: Charalampos Papadogoulas (GRE), Sylvain Druart (FRA) |
| 2024. augusztus 2. 15:00 | (21–18, 21–11) Jegyzőkönyv |     |                        | Eiffel-torony stadion, Párizs Nézőszám: 10 073 Játékvezető: Charalampos Papadogoulas (GRE), Sylvain Druart (FRA) |

| 2024. augusztus 2. 16:00 | Krou – Gauthier-Rat (FRA)  | 0–2 | Boermans – De Groot (NED) | Eiffel-torony stadion, Párizs Nézőszám: 10 767 Játékvezető: Osvaldo Sumavil (ARG), Brigham Beatie (USA) |
| 2024. augusztus 2. 16:00 | (15–21, 16–21) Jegyzőkönyv |     |                           | Eiffel-torony stadion, Párizs Nézőszám: 10 767 Játékvezető: Osvaldo Sumavil (ARG), Brigham Beatie (USA) |

### Harmadik helyezettek
A legjobb két harmadik helyezett bejutott a nyolcaddöntőbe. A 3–6. helyezettek a rájátszásba kerültek, ahol a 3. helyezett a 6. helyezettel, a 4. helyezett az 5. helyezettel játszott a nyolcaddöntőbe jutásért.
| Hely. | Csapat                        | M | Gy | V | Pont | Sz+ | Sz– | SzA   | P+  | P–  | PA    | Továbbjutás   |
| ----- | ----------------------------- | - | -- | - | ---- | --- | --- | ----- | --- | --- | ----- | ------------- |
| 1.    | Åhman – Hellvig (SWE)         | 3 | 1  | 2 | 4    | 3   | 4   | 0,750 | 139 | 134 | 1,037 | Nyolcaddöntők |
| 2.    | George – André (BRA)          | 3 | 1  | 2 | 4    | 3   | 4   | 0,750 | 119 | 120 | 0,992 | Nyolcaddöntők |
| 3.    | Hodges – Schubert (AUS)       | 3 | 1  | 2 | 4    | 3   | 4   | 0,750 | 131 | 134 | 0,978 | Rájátszás     |
| 4.    | Schachter – Dearing (CAN)     | 3 | 1  | 2 | 4    | 2   | 4   | 0,500 | 107 | 115 | 0,930 | Rájátszás     |
| 5.    | M. Grimalt – E. Grimalt (CHI) | 3 | 1  | 2 | 4    | 2   | 4   | 0,500 | 109 | 120 | 0,908 | Rájátszás     |
| 6.    | Evans – Budinger (USA)        | 3 | 1  | 2 | 4    | 2   | 4   | 0,500 | 99  | 109 | 0,908 | Rájátszás     |

### Rájátszás
| 2024. augusztus 3. 18:00 | Schachter – Dearing (CAN) | 0–2 (feladta) | M. Grimalt – E. Grimalt (CHI) | Eiffel-torony stadion, Párizs Nézőszám: 10 659 Játékvezető: José Padron (ESP), Osvaldo Sumavil (ARG) |
| 2024. augusztus 3. 18:00 | (1–21, 0–21) Jegyzőkönyv  |               |                               | Eiffel-torony stadion, Párizs Nézőszám: 10 659 Játékvezető: José Padron (ESP), Osvaldo Sumavil (ARG) |

| 2024. augusztus 3. 23:00 | Hodges – Schubert (AUS)    | 0–2 | Evans – Budinger (USA) | Eiffel-torony stadion, Párizs Nézőszám: 10 852 Játékvezető: José Padron (ESP), Jean Mukundiyukuri (RWA) |
| 2024. augusztus 3. 23:00 | (19–21, 17–21) Jegyzőkönyv |     |                        | Eiffel-torony stadion, Párizs Nézőszám: 10 852 Játékvezető: José Padron (ESP), Jean Mukundiyukuri (RWA) |

## Egyenes kieséses szakasz
A nyolcaddöntők párosításait sorsolással határozták meg. A csoportok első helyezettjei automatikus helyeket kaptak. Ezután kisorsolták a rájátszás győzteseit, majd a két legjobb harmadik helyezettet. Utolsóként a második helyezetteket sorsolták. Az azonos csoportban lévő párok nem találkozhattak egymással a nyolcaddöntőben.
|  |                             |                             |                           |                           |              |                        |                        |                   |                      |                      |               |               |               |  |  |       |       |       |
|  | Nyolcaddöntők               | Nyolcaddöntők               | Nyolcaddöntők             |                           |              | Negyeddöntők           | Negyeddöntők           | Negyeddöntők      |                      |                      | Elődöntők     | Elődöntők     | Elődöntők     |  |  | Döntő | Döntő | Döntő |
|  | Nyolcaddöntők               | Nyolcaddöntők               | Nyolcaddöntők             |                           |              | Negyeddöntők           | Negyeddöntők           | Negyeddöntők      |                      |                      | Elődöntők     | Elődöntők     | Elődöntők     |  |  | Döntő | Döntő | Döntő |
|  | augusztus 5.                |                             |                           |                           |              |                        |                        |                   |                      |                      |               |               |               |  |  |       |       |       |
|  |                             |                             |                           |                           |              |                        |                        |                   |                      |                      |               |               |               |  |  |       |       |       |
|  | Cherif – Ahmed (QAT)        | Cherif – Ahmed (QAT)        | 2                         |                           |              |                        |                        |                   |                      |                      |               |               |               |  |  |       |       |       |
|  | Cherif – Ahmed (QAT)        | Cherif – Ahmed (QAT)        | 2                         | augusztus 7.              |              |                        |                        |                   |                      |                      |               |               |               |  |  |       |       |       |
|  | Grimalt – Grimalt (CHI)     | Grimalt – Grimalt (CHI)     | 0                         |                           |              |                        |                        |                   |                      |                      |               |               |               |  |  |       |       |       |
|  | Grimalt – Grimalt (CHI)     | Grimalt – Grimalt (CHI)     | 0                         |                           |              | Cherif – Ahmed (QAT)   | Cherif – Ahmed (QAT)   | 2                 |                      |                      |               |               |               |  |  |       |       |       |
|  | augusztus 5.                |                             |                           |                           |              | Cherif – Ahmed (QAT)   | Cherif – Ahmed (QAT)   | 2                 |                      |                      |               |               |               |  |  |       |       |       |
|  |                             |                             | Partain – Benesh (USA)    | Partain – Benesh (USA)    | 0            |                        |                        |                   |                      |                      |               |               |               |  |  |       |       |       |
|  | Partain – Benesh (USA)      | Partain – Benesh (USA)      | Partain – Benesh (USA)    | Partain – Benesh (USA)    | 0            | 2                      |                        |                   |                      |                      |               |               |               |  |  |       |       |       |
|  | Partain – Benesh (USA)      | Partain – Benesh (USA)      |                           |                           |              | 2                      | augusztus 8.           |                   |                      |                      |               |               |               |  |  |       |       |       |
|  | Cottafava – Nicolai (ITA)   | Cottafava – Nicolai (ITA)   | 0                         |                           |              |                        |                        |                   |                      |                      |               |               |               |  |  |       |       |       |
|  | Cottafava – Nicolai (ITA)   | Cottafava – Nicolai (ITA)   | 0                         |                           |              | Cherif – Ahmed (QAT)   | Cherif – Ahmed (QAT)   | 0                 |                      |                      |               |               |               |  |  |       |       |       |
|  | augusztus 4.                |                             |                           |                           |              | Cherif – Ahmed (QAT)   | Cherif – Ahmed (QAT)   | 0                 |                      |                      |               |               |               |  |  |       |       |       |
|  |                             |                             | Åhman – Hellvig (SWE)     | Åhman – Hellvig (SWE)     | 2            |                        |                        |                   |                      |                      |               |               |               |  |  |       |       |       |
|  | Evandro – Arthur (BRA)      | Evandro – Arthur (BRA)      | Åhman – Hellvig (SWE)     | Åhman – Hellvig (SWE)     | 2            | 2                      |                        |                   |                      |                      |               |               |               |  |  |       |       |       |
|  | Evandro – Arthur (BRA)      | Evandro – Arthur (BRA)      | augusztus 6.              |                           |              | 2                      |                        |                   |                      |                      |               |               |               |  |  |       |       |       |
|  | Van de Velde – Immers (NED) | Van de Velde – Immers (NED) | 0                         |                           |              |                        |                        |                   |                      |                      |               |               |               |  |  |       |       |       |
|  | Van de Velde – Immers (NED) | Van de Velde – Immers (NED) | 0                         |                           |              | Evandro – Arthur (BRA) | Evandro – Arthur (BRA) | 0                 |                      |                      |               |               |               |  |  |       |       |       |
|  | augusztus 4.                |                             |                           |                           |              | Evandro – Arthur (BRA) | Evandro – Arthur (BRA) | 0                 |                      |                      |               |               |               |  |  |       |       |       |
|  |                             |                             | Åhman – Hellvig (SWE)     | Åhman – Hellvig (SWE)     | 2            |                        |                        |                   |                      |                      |               |               |               |  |  |       |       |       |
|  | Åhman – Hellvig (SWE)       | Åhman – Hellvig (SWE)       | Åhman – Hellvig (SWE)     | Åhman – Hellvig (SWE)     | 2            | 2                      |                        |                   |                      |                      |               |               |               |  |  |       |       |       |
|  | Åhman – Hellvig (SWE)       | Åhman – Hellvig (SWE)       |                           |                           |              | 2                      | augusztus 10.          |                   |                      |                      |               |               |               |  |  |       |       |       |
|  | Díaz – Alayo (CUB)          | Díaz – Alayo (CUB)          | 1                         |                           |              |                        |                        |                   |                      |                      |               |               |               |  |  |       |       |       |
|  | Díaz – Alayo (CUB)          | Díaz – Alayo (CUB)          | 1                         |                           |              | Åhman – Hellvig (SWE)  | Åhman – Hellvig (SWE)  | 2                 |                      |                      |               |               |               |  |  |       |       |       |
|  | augusztus 4.                |                             |                           |                           |              | Åhman – Hellvig (SWE)  | Åhman – Hellvig (SWE)  | 2                 |                      |                      |               |               |               |  |  |       |       |       |
|  |                             |                             | Ehlers – Wickler (GER)    | Ehlers – Wickler (GER)    | 0            |                        |                        |                   |                      |                      |               |               |               |  |  |       |       |       |
|  | Ehlers – Wickler (GER)      | Ehlers – Wickler (GER)      | Ehlers – Wickler (GER)    | Ehlers – Wickler (GER)    | 0            | 2                      |                        |                   |                      |                      |               |               |               |  |  |       |       |       |
|  | Ehlers – Wickler (GER)      | Ehlers – Wickler (GER)      | augusztus 6.              |                           |              | 2                      |                        |                   |                      |                      |               |               |               |  |  |       |       |       |
|  | George – André (BRA)        | George – André (BRA)        | 0                         |                           |              |                        |                        |                   |                      |                      |               |               |               |  |  |       |       |       |
|  | George – André (BRA)        | George – André (BRA)        | 0                         |                           |              | Ehlers – Wickler (GER) | Ehlers – Wickler (GER) | 2                 |                      |                      |               |               |               |  |  |       |       |       |
|  | augusztus 4.                |                             |                           |                           |              | Ehlers – Wickler (GER) | Ehlers – Wickler (GER) | 2                 |                      |                      |               |               |               |  |  |       |       |       |
|  |                             |                             | Boermans – De Groot (NED) | Boermans – De Groot (NED) | 0            |                        |                        |                   |                      |                      |               |               |               |  |  |       |       |       |
|  | Perušič – Schweiner (CZE)   | Perušič – Schweiner (CZE)   | Boermans – De Groot (NED) | Boermans – De Groot (NED) | 0            | 0                      |                        |                   |                      |                      |               |               |               |  |  |       |       |       |
|  | Perušič – Schweiner (CZE)   | Perušič – Schweiner (CZE)   |                           |                           |              | 0                      | augusztus 8.           |                   |                      |                      |               |               |               |  |  |       |       |       |
|  | Boermans – De Groot (NED)   | Boermans – De Groot (NED)   | 2                         |                           |              |                        |                        |                   |                      |                      |               |               |               |  |  |       |       |       |
|  | Boermans – De Groot (NED)   | Boermans – De Groot (NED)   | 2                         |                           |              | Ehlers – Wickler (GER) | Ehlers – Wickler (GER) | 2                 |                      |                      |               |               |               |  |  |       |       |       |
|  | augusztus 5.                |                             |                           |                           |              | Ehlers – Wickler (GER) | Ehlers – Wickler (GER) | 2                 |                      |                      |               |               |               |  |  |       |       |       |
|  |                             |                             | Mol – Sørum (NOR)         | Mol – Sørum (NOR)         | 1            |                        |                        | Bronzmérkőzés     | Bronzmérkőzés        | Bronzmérkőzés        |               |               |               |  |  |       |       |       |
|  | Bryl – Łosiak (POL)         | Bryl – Łosiak (POL)         | Mol – Sørum (NOR)         | Mol – Sørum (NOR)         | 1            | 0                      |                        |                   |                      | Bronzmérkőzés        |               |               |               |  |  |       |       |       |
|  | Bryl – Łosiak (POL)         | Bryl – Łosiak (POL)         |                           |                           | augusztus 7. | augusztus 7.           | augusztus 7.           |                   |                      |                      | augusztus 10. | augusztus 10. | augusztus 10. |  |  |       |       |       |
|  | Herrera – Gavira (ESP)      | Herrera – Gavira (ESP)      | 2                         |                           | augusztus 7. | augusztus 7.           | augusztus 7.           |                   |                      |                      | augusztus 10. | augusztus 10. | augusztus 10. |  |  |       |       |       |
|  | Herrera – Gavira (ESP)      | Herrera – Gavira (ESP)      | 2                         |                           |              | Herrera – Gavira (ESP) | Herrera – Gavira (ESP) | 0                 | Cherif – Ahmed (QAT) | Cherif – Ahmed (QAT) | 0             |               |               |  |  |       |       |       |
|  | augusztus 5.                |                             |                           |                           |              | Herrera – Gavira (ESP) | Herrera – Gavira (ESP) | 0                 | Cherif – Ahmed (QAT) | Cherif – Ahmed (QAT) | 0             |               |               |  |  |       |       |       |
|  |                             |                             | Mol – Sørum (NOR)         | Mol – Sørum (NOR)         | 2            |                        |                        | Mol – Sørum (NOR) | Mol – Sørum (NOR)    | 2                    |               |               |               |  |  |       |       |       |
|  | Evans – Budinger (USA)      | Evans – Budinger (USA)      | Mol – Sørum (NOR)         | Mol – Sørum (NOR)         | 2            | 0                      |                        | Mol – Sørum (NOR) | Mol – Sørum (NOR)    | 2                    |               |               |               |  |  |       |       |       |
|  | Evans – Budinger (USA)      | Evans – Budinger (USA)      |                           |                           |              |                        |                        |                   |                      |                      |               |               |               |  |  |       |       |       |
|  | Mol – Sørum (NOR)           | Mol – Sørum (NOR)           | 2                         |                           |              |                        |                        |                   |                      |                      |               |               |               |  |  |       |       |       |
|  | Mol – Sørum (NOR)           | Mol – Sørum (NOR)           | 2                         |                           |              |                        |                        |                   |                      |                      |               |               |               |  |  |       |       |       |

### Nyolcaddöntők
| 2024. augusztus 4. 10:00 | Ehlers – Wickler (GER)     | 2–0 | George – André (BRA) | Eiffel-torony stadion, Párizs Nézőszám: 10 638 Játékvezető: Brian Hiebert (CAN), Rui Carvalho (POR) |
| 2024. augusztus 4. 10:00 | (21–16, 21–17) Jegyzőkönyv |     |                      | Eiffel-torony stadion, Párizs Nézőszám: 10 638 Játékvezető: Brian Hiebert (CAN), Rui Carvalho (POR) |

| 2024. augusztus 4. 13:00 | Perušič – Schweiner (CZE)  | 0–2 | Boermans – De Groot (NED) | Eiffel-torony stadion, Párizs Nézőszám: 10 434 Játékvezető: Davide Crescentini (ITA), Sylvain Druart (FRA) |
| 2024. augusztus 4. 13:00 | (18–21, 16–21) Jegyzőkönyv |     |                           | Eiffel-torony stadion, Párizs Nézőszám: 10 434 Játékvezető: Davide Crescentini (ITA), Sylvain Druart (FRA) |

| 2024. augusztus 4. 14:00 | Åhman – Hellvig (SWE)             | 2–1 | Díaz – Alayo (CUB) | Eiffel-torony stadion, Párizs Nézőszám: 10 767 Játékvezető: Charalampos Papadogoulas (GRE), Brian Hiebert (CAN) |
| 2024. augusztus 4. 14:00 | (21–11, 26–28, 15–11) Jegyzőkönyv |     |                    | Eiffel-torony stadion, Párizs Nézőszám: 10 767 Játékvezető: Charalampos Papadogoulas (GRE), Brian Hiebert (CAN) |

| 2024. augusztus 4. 21:00 | Evandro – Arthur (BRA)     | 2–0 | Van de Velde – Immers (NED) | Eiffel-torony stadion, Párizs Nézőszám: 10 559 Játékvezető: Osvaldo Sumavil (ARG), José Padron (ESP) |
| 2024. augusztus 4. 21:00 | (21–16, 21–16) Jegyzőkönyv |     |                             | Eiffel-torony stadion, Párizs Nézőszám: 10 559 Játékvezető: Osvaldo Sumavil (ARG), José Padron (ESP) |

| 2024. augusztus 5. 10:00 | Bryl – Łosiak (POL)        | 0–2 | Herrera – Gavira (ESP) | Eiffel-torony stadion, Párizs Nézőszám: 10 705 Játékvezető: Brian Hiebert (CAN), Robert Leko (SRB) |
| 2024. augusztus 5. 10:00 | (21–23, 18–21) Jegyzőkönyv |     |                        | Eiffel-torony stadion, Párizs Nézőszám: 10 705 Játékvezető: Brian Hiebert (CAN), Robert Leko (SRB) |

| 2024. augusztus 5. 14:00 | Evans – Budinger (USA)     | 0–2 | Mol – Sørum (NOR) | Eiffel-torony stadion, Párizs Nézőszám: 10 799 Játékvezető: Giovanni Bake (RSA), Davide Crescentini (ITA) |
| 2024. augusztus 5. 14:00 | (16–21, 14–21) Jegyzőkönyv |     |                   | Eiffel-torony stadion, Párizs Nézőszám: 10 799 Játékvezető: Giovanni Bake (RSA), Davide Crescentini (ITA) |

| 2024. augusztus 5. 17:00 | Partain – Benesh (USA)     | 2–0 | Cottafava – Nicolai (ITA) | Eiffel-torony stadion, Párizs Nézőszám: 10 105 Játékvezető: José Padron (ESP), Osvaldo Sumavil (ARG) |
| 2024. augusztus 5. 17:00 | (21–17, 21–18) Jegyzőkönyv |     |                           | Eiffel-torony stadion, Párizs Nézőszám: 10 105 Játékvezető: José Padron (ESP), Osvaldo Sumavil (ARG) |

| 2024. augusztus 5. 22:00 | Cherif – Ahmed (QAT)       | 2–0 | Grimalt – Grimalt (CHI) | Eiffel-torony stadion, Párizs Nézőszám: 10 713 Játékvezető: Giseli Amantino (BRA), Brigham Beatie (USA) |
| 2024. augusztus 5. 22:00 | (21–14, 21–13) Jegyzőkönyv |     |                         | Eiffel-torony stadion, Párizs Nézőszám: 10 713 Játékvezető: Giseli Amantino (BRA), Brigham Beatie (USA) |

### Negyeddöntők
| 2024. augusztus 6. 17:00 | Ehlers – Wickler (GER)     | 2–0 | Boermans – De Groot (NED) | Eiffel-torony stadion, Párizs Nézőszám: 10 269 Játékvezető: Robert Leko (SRB), Rui Carvalho (POR) |
| 2024. augusztus 6. 17:00 | (22–20, 21–15) Jegyzőkönyv |     |                           | Eiffel-torony stadion, Párizs Nézőszám: 10 269 Játékvezető: Robert Leko (SRB), Rui Carvalho (POR) |

| 2024. augusztus 6. 18:00 | Evandro – Arthur (BRA)     | 0–2 | Åhman – Hellvig (SWE) | Eiffel-torony stadion, Párizs Nézőszám: 10 629 Játékvezető: Davide Crescentini (ITA), Brian Hiebert (CAN) |
| 2024. augusztus 6. 18:00 | (17–21, 16–21) Jegyzőkönyv |     |                       | Eiffel-torony stadion, Párizs Nézőszám: 10 629 Játékvezető: Davide Crescentini (ITA), Brian Hiebert (CAN) |

| 2024. augusztus 7. 21:00 | Herrera – Gavira (ESP)     | 0–2 | Mol – Sørum (NOR) | Eiffel-torony stadion, Párizs Nézőszám: 10 425 Játékvezető: Brian Hiebert (CAN), Giseli Amantino (BRA) |
| 2024. augusztus 7. 21:00 | (16–21, 17–21) Jegyzőkönyv |     |                   | Eiffel-torony stadion, Párizs Nézőszám: 10 425 Játékvezető: Brian Hiebert (CAN), Giseli Amantino (BRA) |

| 2024. augusztus 7. 22:00 | Cherif – Ahmed (QAT)       | 2–0 | Partain – Benesh (USA) | Eiffel-torony stadion, Párizs Nézőszám: 10 731 Játékvezető: Charalampos Papadogoulas (GRE), Davide Crescentini (ITA) |
| 2024. augusztus 7. 22:00 | (21–14, 21–16) Jegyzőkönyv |     |                        | Eiffel-torony stadion, Párizs Nézőszám: 10 731 Játékvezető: Charalampos Papadogoulas (GRE), Davide Crescentini (ITA) |

### Elődöntők
| 2024. augusztus 8. 18:00 | Ehlers – Wickler (GER)            | 2–1 | Mol – Sørum (NOR) | Eiffel-torony stadion, Párizs Nézőszám: 10 591 Játékvezető: Juan Saavedra (COL), Charalampos Papadogoulas (GRE) |
| 2024. augusztus 8. 18:00 | (21–13, 17–21, 15–13) Jegyzőkönyv |     |                   | Eiffel-torony stadion, Párizs Nézőszám: 10 591 Játékvezető: Juan Saavedra (COL), Charalampos Papadogoulas (GRE) |

| 2024. augusztus 8. 22:00 | Cherif – Ahmed (QAT)       | 0–2 | Åhman – Hellvig (SWE) | Eiffel-torony stadion, Párizs Nézőszám: 10 660 Játékvezető: Robert Leko (SRB), Osvaldo Sumavil (ARG) |
| 2024. augusztus 8. 22:00 | (13–21, 17–21) Jegyzőkönyv |     |                       | Eiffel-torony stadion, Párizs Nézőszám: 10 660 Játékvezető: Robert Leko (SRB), Osvaldo Sumavil (ARG) |

### Bronzmérkőzés
| 2024. augusztus 10. 21:00 | Cherif – Ahmed (QAT)       | 0–2 | Mol – Sørum (NOR) | Eiffel-torony stadion, Párizs Nézőszám: 8904 Játékvezető: Charalampos Papdogoulas (GRE), Brian Hiebert (CAN) |
| 2024. augusztus 10. 21:00 | (13–21, 16–21) Jegyzőkönyv |     |                   | Eiffel-torony stadion, Párizs Nézőszám: 8904 Játékvezető: Charalampos Papdogoulas (GRE), Brian Hiebert (CAN) |

### Döntő
| 2024. augusztus 10. 22:30 | Åhman – Hellvig (SWE)      | 2–0 | Ehlers – Wickler (GER) | Eiffel-torony stadion, Párizs Nézőszám: 10 088 Játékvezető: Brigham Beatie (USA), Davide Crescentini (ITA) |
| 2024. augusztus 10. 22:30 | (21–10, 21–13) Jegyzőkönyv |     |                        | Eiffel-torony stadion, Párizs Nézőszám: 10 088 Játékvezető: Brigham Beatie (USA), Davide Crescentini (ITA) |

## Végeredmény
| Helyezés | Csapat                                     |
| -------- | ------------------------------------------ |
| Arany    | David Åhman – Jonatan Hellvig (SWE)        |
| Ezüst    | Nils Ehlers – Clemens Wickler (GER)        |
| Bronz    | Anders Mol – Christian Sørum (NOR)         |
| 4.       | Cherif Younousse – Ahmed Tijan (QAT)       |
| 5.       | Evandro Oliveira – Arthur (BRA)            |
| 5.       | Stefan Boermans – Yorick de Groot (NED)    |
| 5.       | Pablo Herrera – Adrián Gavira (ESP)        |
| 5.       | Miles Partain – Andrew Benesh (USA)        |
| 9.       | Noslen Díaz – Jorge Alayo (CUB)            |
| 9.       | George Wanderley – André Stein (BRA)       |
| 9.       | Marco Grimalt – Esteban Grimalt (CHI)      |
| 9.       | Ondřej Perušič – David Schweiner (CZE)     |
| 9.       | Samuele Cottafava – Paolo Nicolai (ITA)    |
| 9.       | Steven van de Velde – Matthew Immers (NED) |
| 9.       | Michał Bryl – Bartosz Łosiak (POL)         |
| 9.       | Miles Evans – Chase Budinger (USA)         |
| 17.      | Thomas Hodges – Zachery Schubert (AUS)     |
| 17.      | Sam Schachter – Daniel Dearing (CAN)       |
| 19.      | Mark Nicolaidis – Izac Carracher (AUS)     |
| 19.      | Julian Hörl – Alexander Horst (AUT)        |
| 19.      | Rémi Bassereau – Julien Lyneel (FRA)       |
| 19.      | Youssef Krou – Arnaud Gauthier-Rat (FRA)   |
| 19.      | Alex Ranghieri – Adrian Carambula (ITA)    |
| 19.      | Mohamed Abicha – Zouheir El Graoui (MAR)   |